# Qualificazioni al campionato europeo femminile di pallavolo 2026
Le qualificazioni al campionato europeo femminile di pallavolo 2026 si sono svolte dal 17 agosto 2024 al 10 agosto 2025: al torneo hanno partecipato ventuno squadre nazionali europee e dodici si sono qualificate al campionato europeo 2026.

## Regolamento

### Formula
La formula ha previsto una fase a gironi, disputata con girone all'italiana, con gare di andata e ritorno: le prima classificata di ogni girone e le cinque migliori seconde classificate si sono qualificate per il campionato europeo 2026.

### Criteri di classifica
Se il risultato finale è stato di 3-0 o 3-1 sono stati assegnati 3 punti alla squadra vincente e 0 a quella sconfitta, se il risultato finale è stato di 3-2 sono stati assegnati 2 punti alla squadra vincente e 1 a quella sconfitta.
L'ordine del posizionamento in classifica è stato definito in base a:
- Numero di partite vinte;
- Punti;
- Ratio dei set vinti/persi;
- Ratio dei punti realizzati/subiti;
- Risultati degli scontri diretti.

## Squadre partecipanti
- Austria
- Belgio
- Bosnia ed Erzegovina
- Croazia
- Danimarca
- Estonia
- Finlandia

- Georgia
- Germania
- Grecia
- Israele
- Kosovo
- Lettonia
- Macedonia del Nord

- Montenegro
- Portogallo
- Romania
- Slovenia
- Spagna
- Svizzera
- Ungheria

## Torneo
| Girone A  | Girone B  | Girone C | Girone D             | Girone E   |
| --------- | --------- | -------- | -------------------- | ---------- |
| Finlandia | Belgio    | Estonia  | Bosnia ed Erzegovina | Georgia    |
| Germania  | Danimarca | Israele  | Lettonia             | Portogallo |
| Svizzera  | Ungheria  | Slovenia | Montenegro           | Spagna     |

| Girone F           | Girone G |
| ------------------ | -------- |
| Austria            | Croazia  |
| Grecia             | Kosovo   |
| Macedonia del Nord | Romania  |

### Girone A

#### Risultati
| 18 agosto 2024 Kupittaan Palloiluhalli, Turku Durata: 2h:05 - Spettatori: 850 | Finlandia | 2 - 3 | Svizzera  | 25-18, 26-28, 23-25, 25-17, 12-15 |
| 24 agosto 2024 Betoncoupe Arena, Schönenwerd Durata: 1h:28 - Spettatori: 625  | Svizzera  | 0 - 3 | Germania  | 36-38, 18-25, 9-25                |
| 29 agosto 2024 ARENA Schwerin, Schwerin Durata: 1h:13 - Spettatori: 1 726     | Germania  | 3 - 0 | Finlandia | 25-20, 25-20, 25-15               |
| 2 agosto 2025 Power Arena, Nokia Durata: 2h:00 - Spettatori: 1 156            | Finlandia | 3 - 1 | Germania  | 25-21, 25-18, 18-25, 27-25        |
| 6 agosto 2025 Sporthalle Einheit, Wiesbaden Durata: 1h:08 - Spettatori: 2 100 | Germania  | 3 - 0 | Svizzera  | 25-10, 25-17, 25-17               |
| 10 agosto 2025 Axa-Arena, Winterthur Durata: 2h:06 - Spettatori: 1 000        | Svizzera  | 2 - 3 | Finlandia | 25-19, 15-25, 21-25, 25-22, 14-16 |

#### Classifica
| Pos. | Squadra   | Pt | G | V | P | SV | SP | Ratio | PF  | PS  | Ratio |
| ---- | --------- | -- | - | - | - | -- | -- | ----- | --- | --- | ----- |
| 1.   | Germania  | 9  | 4 | 3 | 1 | 10 | 3  | 3,333 | 327 | 257 | 1,272 |
| 2.   | Finlandia | 6  | 4 | 2 | 2 | 8  | 9  | 0,888 | 368 | 367 | 1,002 |
| 3.   | Svizzera  | 3  | 4 | 1 | 3 | 5  | 11 | 0,454 | 310 | 381 | 0,813 |

      Qualificata al campionato europeo 2026.

### Girone B

#### Risultati
| 17 agosto 2024 Birkerød Idrætscenter, Rudersdal Durata: 2h:06 - Spettatori: 534    | Danimarca | 2 - 3 | Ungheria  | 28-26, 18-25, 25-17, 16-25, 9-15 |
| 24 agosto 2024 Érd Aréna, Érd Durata: 1h:30 - Spettatori: 1 387                    | Ungheria  | 3 - 0 | Belgio    | 25-22, 25-18, 25-20              |
| 28 agosto 2024 Sportcampus Lange Munte, Courtrai Durata: 1h:18 - Spettatori: 2 168 | Belgio    | 3 - 0 | Danimarca | 25-19, 25-17, 25-23              |
| 3 agosto 2025 Odense Idrætshal, Odense Durata: 1h:12 - Spettatori: 540             | Danimarca | 0 - 3 | Belgio    | 16-25, 24-26, 15-25              |
| 6 agosto 2025 Steengoed Arena, Maaseik Durata: 1h:18 - Spettatori: 2 450           | Belgio    | 3 - 0 | Ungheria  | 25-13, 25-19, 25-20              |
| 10 agosto 2025 Continental Aréna, Nyíregyháza Durata: 1h:10 - Spettatori: 1 500    | Ungheria  | 3 - 0 | Danimarca | 25-13, 25-14, 25-15              |

#### Classifica
| Pos. | Squadra   | Pt | G | V | P | SV | SP | Ratio | PF  | PS  | Ratio |
| ---- | --------- | -- | - | - | - | -- | -- | ----- | --- | --- | ----- |
| 1.   | Belgio    | 9  | 4 | 3 | 1 | 9  | 3  | 3,000 | 286 | 241 | 1,186 |
| 2.   | Ungheria  | 8  | 4 | 3 | 1 | 9  | 5  | 1,800 | 310 | 273 | 1,135 |
| 3.   | Danimarca | 1  | 4 | 0 | 4 | 2  | 12 | 0,166 | 252 | 334 | 0,754 |

      Qualificata al campionato europeo 2026.

### Girone C

#### Risultati
| 17 agosto 2024 Kalevi spordihall, Tallinn Durata: 1h:58 - Spettatori: 595     | Estonia  | 1 - 3 | Israele  | 23-25, 18-25, 25-18, 21-25 |
| 6 agosto 2025 Sportska sala Park, Strumica Durata: 1h:16 - Spettatori: 0      | Israele  | 0 - 3 | Slovenia | 18-25, 17-25, 16-25        |
| 29 agosto 2024 Dvorana Maksa Pečarja, Lubiana Durata: 1h:17 - Spettatori: 450 | Slovenia | 3 - 0 | Estonia  | 25-21, 25-16, 25-17        |
| 2 agosto 2025 Kalevi spordihall, Tallinn Durata: 1h:09 - Spettatori: 650      | Estonia  | 0 - 3 | Slovenia | 10-25, 16-25, 17-25        |
| 27 agosto 2024 Dvorana Maksa Pečarja, Lubiana Durata: 1h:16 - Spettatori: 500 | Slovenia | 3 - 0 | Israele  | 25-19, 25-13, 25-15        |
| 9 agosto 2025 Sportska sala Park, Strumica Durata: 1h:26 - Spettatori: 0      | Israele  | 3 - 0 | Estonia  | 25-18, 25-23, 25-18        |

#### Classifica
| Pos. | Squadra  | Pt | G | V | P | SV | SP | Ratio | PF  | PS  | Ratio |
| ---- | -------- | -- | - | - | - | -- | -- | ----- | --- | --- | ----- |
| 1.   | Slovenia | 12 | 4 | 4 | 0 | 12 | 0  | MAX   | 300 | 195 | 1,538 |
| 2.   | Israele  | 6  | 4 | 2 | 2 | 6  | 7  | 0,857 | 266 | 293 | 0,907 |
| 3.   | Estonia  | 0  | 4 | 0 | 4 | 1  | 12 | 0,083 | 240 | 318 | 0,754 |

      Qualificata al campionato europeo 2026.

### Girone D

#### Risultati
| 17 agosto 2024 Zemgales Olimpiskais centrs, Jelgava Durata: 2h:10 - Spettatori: 140    | Lettonia             | 3 - 2 | Montenegro           | 26-24, 25-19, 24-26, 23-25, 15-9  |
| 25 agosto 2024 Sportska Dvorana Nikoljac, Bijelo Polje Durata: 0h:00 - Spettatori: 0   | Montenegro           | 3 - 0 | Bosnia ed Erzegovina | 25-0, 25-0, 25-0                  |
| 28 agosto 2024 Sportska dvorana Čengić, Sarajevo Durata: 0h:00 - Spettatori: 0         | Bosnia ed Erzegovina | 0 - 3 | Lettonia             | 0-25, 0-25, 0-25                  |
| 2 agosto 2025 Komandu sporta spēļu halle, Riga Durata: 2h:16 - Spettatori: 1 000       | Lettonia             | 2 - 3 | Bosnia ed Erzegovina | 25-23, 19-25, 25-23, 24-26, 13-15 |
| 6 agosto 2025 Sportska dvorana Mirsad Hurić, Goražde Durata: 1h:34 - Spettatori: 1 550 | Bosnia ed Erzegovina | 0 - 3 | Montenegro           | 24-26, 16-25, 24-26               |
| 10 agosto 2025 Sportski centar, Kolašin Durata: 1h:41 - Spettatori: 420                | Montenegro           | 3 - 1 | Lettonia             | 20-25, 25-20, 25-23, 25-19        |

#### Classifica
| Pos. | Squadra              | Pt | G | V | P | SV | SP | Ratio | PF  | PS  | Ratio |
| ---- | -------------------- | -- | - | - | - | -- | -- | ----- | --- | --- | ----- |
| 1.   | Montenegro           | 10 | 4 | 3 | 1 | 11 | 4  | 2,750 | 350 | 264 | 1,325 |
| 2.   | Lettonia             | 6  | 4 | 2 | 2 | 9  | 8  | 1,125 | 381 | 310 | 1,229 |
| 3.   | Bosnia ed Erzegovina | 2  | 4 | 1 | 3 | 3  | 11 | 0,272 | 176 | 333 | 0,528 |

      Qualificata al campionato europeo 2026.

### Girone E

#### Risultati
| 17 agosto 2024 New Volleyball Arena, Tbilisi Durata: 1h:27 - Spettatori: 769       | Georgia    | 0 - 3 | Portogallo | 23-25, 18-25, 21-25              |
| 25 agosto 2024 Pavilhão Santo Tirso, Santo Tirso Durata: 1h:34 - Spettatori: 1 653 | Portogallo | 0 - 3 | Spagna     | 20-25, 22-25, 21-25              |
| 28 agosto 2024 Palacio Multiusos, Guadalajara Durata: 0h:55 - Spettatori: 985      | Spagna     | 3 - 0 | Georgia    | 25-9, 25-8, 25-12                |
| 2 agosto 2025 Tbilisi Sports Palace, Tbilisi Durata: 1h:04 - Spettatori: 250       | Georgia    | 0 - 3 | Spagna     | 19-25, 14-25, 15-25              |
| 6 agosto 2025 Pabellón Municipal de Deportes, Lugo Durata: 2h:07 - Spettatori: 620 | Spagna     | 3 - 2 | Portogallo | 25-18, 20-25, 25-20, 23-25, 15-8 |
| 10 agosto 2025 Pavilhão Santo Tirso, Santo Tirso Durata: 1h:13 - Spettatori: 1 250 | Portogallo | 3 - 0 | Georgia    | 25-8, 25-16, 25-18               |

#### Classifica
| Pos. | Squadra    | Pt | G | V | P | SV | SP | Ratio | PF  | PS  | Ratio |
| ---- | ---------- | -- | - | - | - | -- | -- | ----- | --- | --- | ----- |
| 1.   | Spagna     | 11 | 4 | 4 | 0 | 12 | 2  | 6,000 | 333 | 236 | 1,411 |
| 2.   | Portogallo | 7  | 4 | 2 | 2 | 8  | 6  | 1,333 | 309 | 287 | 1,076 |
| 3.   | Georgia    | 0  | 4 | 0 | 4 | 0  | 12 | 0,000 | 181 | 300 | 0,603 |

      Qualificata al campionato europeo 2026.

### Girone F

#### Risultati
| 17 agosto 2024 Sportski centar Jane Sandanski, Skopje Durata: 1h:15 - Spettatori: 750       | Macedonia del Nord | 0 - 3 | Austria            | 14-25, 17-25, 20-25        |
| 25 agosto 2024 Multiversum Eventhalle, Schwechat Durata: 1h:24 - Spettatori: 347            | Austria            | 0 - 3 | Grecia             | 18-25, 20-25, 23-25        |
| 28 agosto 2024 Centro sportivo nazionale Mikra, Kalamaria Durata: 1h:01 - Spettatori: 1 000 | Grecia             | 3 - 0 | Macedonia del Nord | 25-8, 25-14, 25-11         |
| 3 agosto 2025 Sportski centar Boris Trajkovski, Skopje Durata: 1h:07 - Spettatori: 372      | Macedonia del Nord | 0 - 3 | Grecia             | 8-25, 11-25, 19-25         |
| 6 agosto 2025 Gymnastīrio Merkourī, Agios Ioannis Rentis Durata: 1h:45 - Spettatori: 1 050  | Grecia             | 3 - 1 | Austria            | 25-19, 25-14, 18-25, 25-14 |
| 9 agosto 2025 Stadtwerke Hartberg Halle, Hartberg Durata: 1h:16 - Spettatori: 700           | Austria            | 3 - 0 | Macedonia del Nord | 25-19, 25-23, 25-10        |

#### Classifica
| Pos. | Squadra            | Pt | G | V | P | SV | SP | Ratio  | PF  | PS  | Ratio |
| ---- | ------------------ | -- | - | - | - | -- | -- | ------ | --- | --- | ----- |
| 1.   | Grecia             | 12 | 4 | 4 | 0 | 12 | 1  | 12,000 | 318 | 204 | 1,558 |
| 2.   | Austria            | 6  | 4 | 2 | 2 | 7  | 6  | 1,166  | 283 | 271 | 1,044 |
| 3.   | Macedonia del Nord | 0  | 4 | 0 | 4 | 0  | 12 | 0,000  | 174 | 300 | 0,580 |

      Qualificata al campionato europeo 2026.

### Girone G

#### Risultati
| 17 agosto 2024 Palestra e Sporteve Bashkim Selishta, Gjilan Durata: 1h:00 - Spettatori: 600 | Kosovo  | 0 - 3 | Croazia | 16-25, 18-25, 9-25         |
| 24 agosto 2024 Dvorana Gradski Vrt, Osijek Durata: 1h:19 - Spettatori: 425                  | Croazia | 3 - 0 | Romania | 25-19, 25-14, 25-22        |
| 29 agosto 2024 Sala polivalentă Alba Blaj, Blaj Durata: 0h:57 - Spettatori: 700             | Romania | 3 - 0 | Kosovo  | 25-13, 25-16, 25-14        |
| 2 agosto 2025 Palestra Bill Clinton, Ferizaj Durata: 1h:09 - Spettatori: 465                | Kosovo  | 0 - 3 | Romania | 12-25, 20-25, 16-25        |
| 6 agosto 2025 Sala polivalentă Alba Blaj, Blaj Durata: 1h:53 - Spettatori: 2 000            | Romania | 3 - 1 | Croazia | 22-25, 25-21, 26-24, 25-18 |
| 9 agosto 2025 Dvorana Gradski Vrt Durata: 0h:59 - Spettatori: 120                           | Croazia | 3 - 0 | Kosovo  | 25-8, 25-12, 25-11         |

#### Classifica
| Pos. | Squadra | Pt | G | V | P | SV | SP | Ratio | PF  | PS  | Ratio |
| ---- | ------- | -- | - | - | - | -- | -- | ----- | --- | --- | ----- |
| 1.   | Croazia | 9  | 4 | 3 | 1 | 10 | 3  | 3,333 | 313 | 227 | 1,378 |
| 2.   | Romania | 9  | 4 | 3 | 1 | 9  | 4  | 2,250 | 303 | 254 | 1,192 |
| 3.   | Kosovo  | 0  | 4 | 0 | 4 | 0  | 12 | 0,000 | 165 | 300 | 0,550 |

      Qualificata al campionato europeo 2026.

## Verdetti
| Squadra              | Rosa | Posizione       |
| -------------------- | ---- | --------------- |
| Austria              |      | 2ª nel girone F |
| Belgio               |      | 1ª nel girone B |
| Croazia              |      | 1ª nel girone G |
| Germania             |      | 1ª nel girone A |
| Grecia               |      | 1ª nel girone F |
| Lettonia             |      | 2ª nel girone D |
| Montenegro           |      | 1ª nel girone D |
| Portogallo           |      | 2ª nel girone E |
| Romania              |      | 2ª nel girone G |
| Slovenia             |      | 1ª nel girone C |
| Spagna               |      | 1ª nel girone E |
| Ungheria             |      | 2ª nel girone B |
| Bosnia ed Erzegovina |      | 3ª nel girone D |
| Danimarca            |      | 3ª nel girone B |
| Estonia              |      | 3ª nel girone C |
| Finlandia            |      | 2ª nel girone A |
| Georgia              |      | 3ª nel girone E |
| Israele              |      | 2ª nel girone C |
| Kosovo               |      | 3ª nel girone G |
| Macedonia del Nord   |      | 3ª nel girone F |
| Svizzera             |      | 3ª nel girone A |

|  | Qualificata al campionato europeo 2026. |